# Явански макак
Яванският макак (Macaca fascicularis) е вид бозайник от семейство Коткоподобни маймуни (Cercopithecidae).
Яванските макаци боледуват от коронавирусна болест 2019 и могат да предават инфекцията на хора, и на други животни.

## Разпространение
Видът е разпространен в Бангладеш, Бруней, Виетнам, Източен Тимор, Индия (Андамански и Никобарски острови), Индонезия, Камбоджа, Лаос, Малайзия, Мианмар, Сингапур, Тайланд и Филипини. Внесен е в Мавриций, Палау и Папуа Нова Гвинея.